# Syndicat interprofessionnel de travailleuses et travailleurs
Pour les articles homonymes, voir SIT.
Le Syndicat interprofessionnel de travailleuses et travailleurs (SIT) est un syndicat genevois qui rassemble des travailleurs de toutes branches et secteurs professionnels.

## Histoire
Les deux premiers syndicats chrétiens de Genève, celui des employés de banque et de bureaux, et celui des travailleuses de l'aiguille (couturières, etc.) sont créés en juillet 1921, puis regroupés au sein de la Fédération des syndicats chrétiens de Genève en 1923 avec d'autres nouvellement créés.
Dans les années 1930, la FSCG, comme d'autres syndicats chrétiens des cantons latins, préconise la doctrine du corporatisme. Entre 1931 et 1947, elle cherche à la mettre en pratique avec des organisations patronales au sein de la Fédération genevoise des corporations. Cette doctrine sera abandonnée après la guerre, tant à cause de son inadaptation au système économique moderne que de son aspect infréquentable (le fascisme se réclamait aussi du corporatisme).
La FSCG va alors se rapprocher du mouvement ouvrier "social-démocrate" et des partis de gauche (tout en maintenant son indépendance politique) : lancement d'initiatives en commun, participation au 1er mai unitaire, création du Rassemblement pour une politique sociale du logement.
La FSCG participe dans les années 1970 et 1980 d'un mouvement de "rénovation syndicale" qui vise à rendre les syndicats davantage combattifs et plus proches des travailleurs.
En 1985, après de longs débats, la Fédération des syndicats chrétiens de Genève décide une nouvelle fois de changer de nom. C'est la troisième fois. Mais celle-ci sera la plus radicale puisqu'il s'agit d'enlever la référence chrétienne du nom du syndicat, comme l'avait fait en France la CFTC en 1964. La FSCG devient donc le SIT.
La volonté marquée d'une organisation interprofessionnelle est à cette époque originale en Suisse, puisque c'est seulement depuis les années 2000 que des regroupements de nature multi-professionnelle se font, pour prendre en compte la mobilité sectorielle des salariés. Il a la particularité d'être un des rares syndicats à regrouper des salariés des secteurs privé et public.

## Secteurs du SIT
Les membres du SIT sont répartis en différents secteurs :
- Terre : agriculture, parcs et jardins ;
- Construction et entretien : gros et second œuvre, contremaîtres, techniciens, métallurgie du bâtiment, nettoyage ;
- Industries : métallurgie, horlogerie, garages, chimie, textile, tabacs ;
- Commerce et services : vente, boulangerie, coiffure et esthétique, gardiennage, alimentation, finance-assurances-banques, habillement, transports, taxis, arts graphiques, organisations internationales, immeubles ;
- Hôtellerie, restauration et économie domestique : hôtellerie-restauration, économie domestique ;
- Santé : hospitaliers, aide à domicile, santé privée, assistantes dentaires, EMS ;
- Secteurs publics et subventionnés : administrations cantonale et municipales, social, petite-enfance, enseignement public, parascolaire, régies publiques, personnel fédéral ;
- Syndicat des retraités

## Actions à Genève
Le SIT intervient lorsque les droits des travailleurs sont bafoués et les obligations d'une entreprise non respectées. Par exemple, le Sit convoque la presse devant le siège d'une entreprise dont des ouvriers n'ont pas été payés,. Le SIT a obtenu pour les travailleuses domestiques un contrat de travail type reconnu par les autorités du canton de Genève et une assurance perte de gain (APG). Le SIT défend les droits des travailleuses domestiques notamment celles qui sont sans papiers et se positionne contre la traite des êtres humains
En 2000 le SIT lance une campagne cantonale pour un salaire minimum de 3000 francs suisses.
Durant la pandémie de Covid-19 les travailleuses domestiques ont fait face à une précarité accrue, le syndicat œuvrant pour faire connaitre leurs droits,. Le SIT a également transmis au conseil d'état une revendication d'allocation forfaitaire temporaire de 3300 francs suisses mensuels pour pallier la perte de revenues liés à la baisse de leurs activités durant la pandémie.

## Actions internationales
La « Commission de solidarité internationale » du SIT agit sur le plan international et local dans un but de progrès et de justice sociale. La Commission appuie des organisations et syndicats du Sud, afin qu’ils aient les moyens de faciliter et financer des actions pour de meilleures conditions de vie et de travail. Des membres du SIT assurent des tâches de projets et de suivi en partenariat avec des associations et des syndicats en Afrique.

## Publications
SIT-Info, journal.